# Brjansker Front
Die Brjansker Front (russisch Брянский фронт) war eine militärische Formation der Roten Armee in der Zeit des Zweiten Weltkriegs.

## Erste Formation
Die Brjansker Front wurde zum ersten Mal am 16. August 1941 aus dem rechten Flügel der Zentralfront aufgestellt. Unter dem Kommando von Andrei Iwanowitsch Jerjomenko wurden (auf dem Papier, so Erickson) die 50. und 13. Armee mit zusammen acht Schützen-, drei Kavallerie- und einer Panzer-Division zusammengefasst. Hinzu kamen zwei Armeen der Zentralfront, die 21. und 3. Armee, die der Einschließung durch die Wehrmacht entgangen waren, wobei sie schwere Verluste hinnehmen mussten. Zusammen mit der Westfront und der Reservefront unternahm die Brjansker Front eine große Gegenoffensive im Raum Smolensk, Jelnja und Jaroslawl, mit dem Ziel den Vormarsch der Heeresgruppe Mitte auf Moskau zu stoppen. Trotz einiger Erfolge der Reservefront waren die Anstrengungen der Brjansker Front vergeblich. Am 10. November 1941 wurde die Brjansker Front aufgelöst, aber unmittelbar darauf erneut aus dem rechten Flügel der Südwestfront aufgestellt.

## Zweite und Dritte Formation
Im Dezember 1941 wurde unter Tscherewitschenko erneut eine Brjansker Front formiert, zu der während der Jelezer Operation die 61., 3., 13. und 40. Armee sowie das 3. Garde-Kavallerie-Korps gehörten. Später kamen die 48. und 38. Armee, die 5. Panzerarmee sowie die 2. Luftarmee hinzu.
Am 12. März 1943 wurde auf Befehl des sowjetischen Oberkommandos vom Vortag die Brjansker Front in Reservefront umbenannt. Kurzzeitig wurde sie als Kursker (23.–27. März) und als Oreler Front (27.–28. März) bezeichnet, ehe sie am 28. März 1943 wieder in Brjansker Front zurück benannt wurde. Zur dritten Formation der neu geschaffenen Front zählten die 3. und 61. Armee sowie die 15. Luftarmee; später kamen die 63., 50., 11. und 11. Garde-Armee sowie die 3. Garde- und 4. Panzerarmee hinzu.
Im Zuge der Orjoler Operation wurde Brjansk am 17. September 1943 durch die sowjetische 11. Armee befreit, nach der Rückeroberung der namensgebenden Stadt wurde die Front am 10. Oktober aufgelöst. Die meisten ihrer Verbände wurden an die 1. Weißrussische Front übergeben, während das Frontkommando zur Aufstellung der Baltischen Front verwendet wurde, die am 20. Oktober 1943 in 2. Baltische Front umbenannt wurde.

## Frontkommando

### Erste Formation
- Generalleutnant Andrei Iwanowitsch Jerjomenko (16. August – 13. Oktober 1941)
- Generalmajor Georgi Fjodorowitsch Sacharow (14. Oktober – 10. November 1941)
- Divisionskommissar P. I. Masepow (Mitglied des Militärrats, August – Oktober 1941)
- 1. Sekretär des ZK der Weißrussischen KP Panteleimon Kondratjewitsch Ponomarenko (Mitglied des Militärrats, Oktober – November 1941)
- Generalmajor G. F. Sacharow (Chef des Stabes, August – Oktober 1941)
- Oberst L. M. Sandalow (Chef des Stabes, Oktober – November 1941)

### Zweite Formation
Oberbefehlshaber
- Generaloberst Jakow Timofejewitsch Tscherewitschenko (24. Dezember 1941 – 2. April 1942)
- Generalleutnant Filipp Iwanowitsch Golikow (3. April – Juli 1942)
- Generalleutnant Nikandr Jewlampijewitsch Tschibissow (Juli 1942)
- Generalleutnant Konstantin Konstantinowitsch Rokossowski (Juli – September 1942)
- Generalleutnant Max Andrejewitsch Reiter (September 1942 – März 1943)

Chef des Stabes
- Generalmajor Wladimir J. Kolpaktschi (Dezember 1941 – Januar 1942)
- Generalmajor M. I. Kasakow (Januar – Juli 1942)
- Generalmajor M. S. Malinin (Juli – September 1942)
- Oberst, seit Februar 1943 Generalleutnant L. M. Sandalow (September 1942 – März 1943)

Mitglied des Kriegsrats
- Korpskommissar A. F. Kolobjakow (Dezember 1941 – April 1942)
- Korpskommissar I. S. Sussaikow (April – Juli 1942)
- Regimentskommissar S. I. Schabalin (Juli 1942 – September 1942) (seit Juli 1942 Brigadekommissar)
- Korpskommissar, Generalmajor (seit Dezember 1942), seit März 1943 Generalleutnant I. S. Sussaikow (Oktober 1942 – März 1943)

### Dritte Formation
- Generaloberst M. A. Reiter (März – Juni 1943)
- Generaloberst Markian Michailowitsch Popow (Juni – Oktober 1943)
- Generalleutnant der Panzertruppen I. S. Sussaikow (Mitglied des Militärrats, März – Juni 1943)
- Generalleutnant Lew Sacharowitsch Mechlis (Mitglied des Militärrats, Juni – Oktober 1943)
- Generalleutnant L. M. Sandalow (Chef des Stabes, März – Oktober 1943)